# Tadeusz Walkowski (malarz)

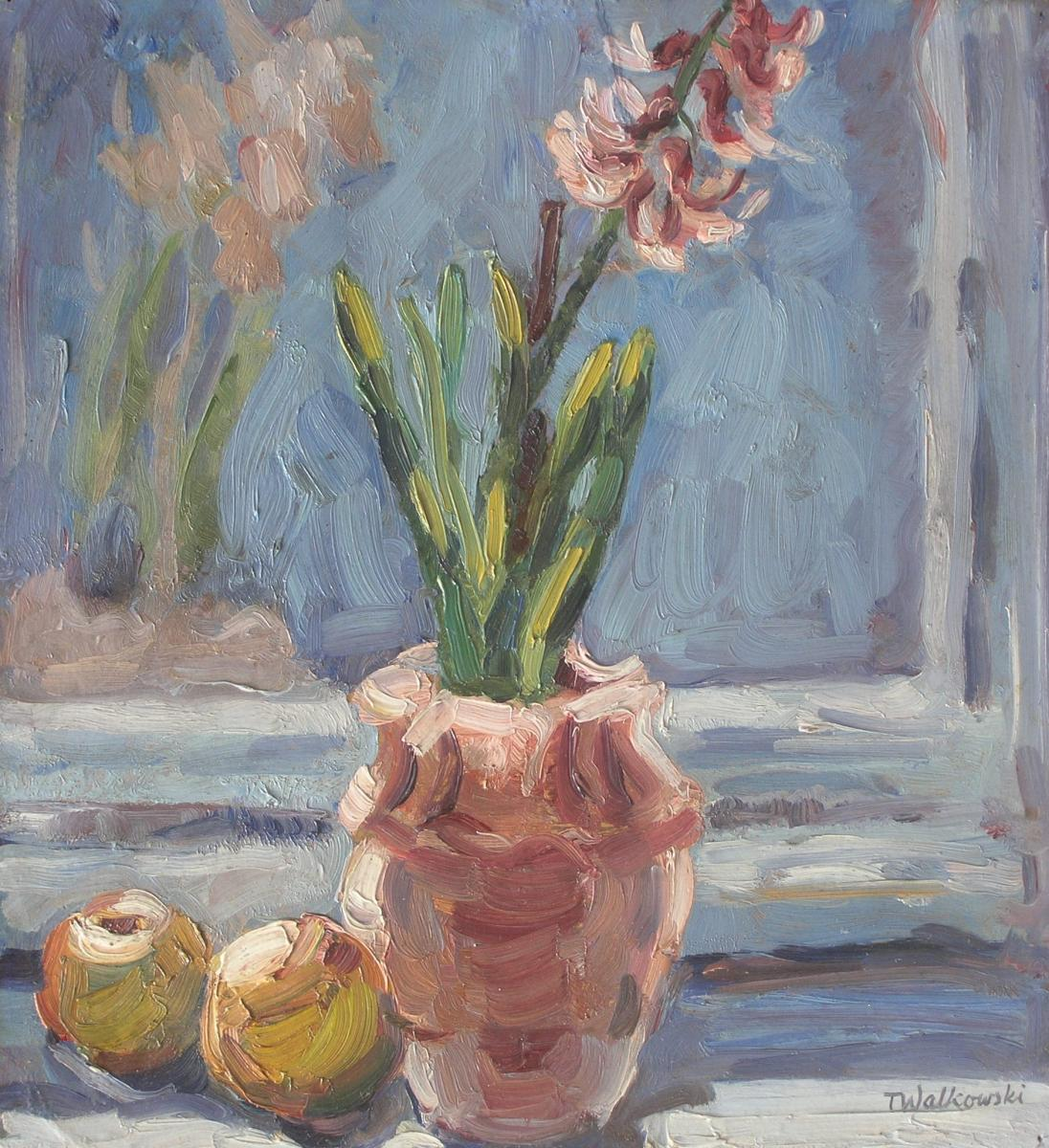
Kwiat w wazonie

Tadeusz Walkowski (ur. 27 kwietnia 1891 w Żółczu, zm. 20 kwietnia 1944 w Tarnowie) – polski malarz, lekarz dermatolog.

## Życiorys
Urodził się w rodzinie Michała i Walerii z Florkowskich (zm. 1913). Uczęszczał do gimnazjum w Gnieźnie, gdzie nauczyciel rysunków Otto Lawrenz odkrył jego uzdolnienia plastyczne. W roku 1909 Walkowski wyjechał do Monachium i 3 maja 1912 rozpoczął studia na Akademii Sztuk Pięknych w Monachium w klasie malarskiej Heinricha von Zügela, a także w klasie malarstwa zwierząt Angelo Janka i klasie malarstwa z natury Johanna Caspara Hertericha.
Towarzystwo Naukowej Pomocy im. Karola Marcinkowskiego udzielając mu stypendium zmusiło go do zmiany kierunku studiów i Walkowski zaczął studiować medycynę w roku 1915 w Kilonii. W tym samym roku został powołany do wojska jako polowy lekarz pomocniczy. W roku 1918 powrócił do kraju. Brał udział w powstaniu wielkopolskim jako lekarz polowy, później na froncie wschodnim.
W styczniu 1920 poślubił w Poznaniu Walentynę Julię Krysiewiczównę (1893–1974). Mieli dwie córki: Barbarę Marię (1920–1945) i Annę Antoninę po mężu Kaźmierską (1922–2005). W roku 1921 został zdemobilizowany i na lwowskim Uniwersytecie Jana Kazimierza uzyskał dyplom ukończenia studiów lekarskich.
Zamieszkał na stałe w Poznaniu i rozpoczął prywatną praktykę dermatologiczną. Nie zaprzestał twórczości malarskiej i aktywnie uczestniczył w poznańskim środowisku artystycznym. Brał udział w stałych wystawach Warszawy („Zachęta”), Krakowa, Lwowa i Poznania. Odznaczony zaszczytnym wyróżnieniem i medalem warszawskiej „Zachęty”. Odbywał liczne podróże artystyczne do Francji, Wielkiej Brytanii, Włoch i Niemiec. W latach 1938–1939 przebywał w Egipcie.
Podczas II wojny światowej, z początkiem roku 1940 został wysiedlony z Poznania do powiatu miechowskiego. Ostatnie lata życia spędził w Tarnowie.
Zmarł w Tarnowie, pochowany na cmentarzu Komunalnym Starym (sektor XIV-1-85).